# Свети Николай (Палео Скилици)
„Свети Николай“ (на гръцки: Αγίου Νικολάου) е църква в Република Гърция, в берското село Палео Скилици (Скилици). Църквата е под управлението на Берската, Негушка и Камбанийска епархия.

## Местоположение
Църквата е гробищен храм, разположен в северната част на селото.

## История
„Свети Николай“ е старата църква на селото, а „Св. св. Константин и Елена“ е новата. В храма има вградени антични и средновековни сполии - римски и византийски релефи и надпис, използвани като строителен и декоративен материал. Църквата в архитектурно отношение е класическа еднокорабна базилика с размери 18 x 7 m с двускатен покрив. На 19 май обикновено по улиците на селото се провежда шествие с иконата на Свети Николай.

## Римски надпис
Римският гръцки надпис е отбелязан за науката в 1919 година и е издаден, но с грешки за пръв път в „Национален гайд“ за 1920 - 1921 година, като вграден в южната стена на храма „Свети Николай“. През май 1953 година събирачът на старини от Бер Панайотис Ксилапетридис вижда надписа на същото място и го копира коректно. Това е стела от бял мрамор, по-късно оцветен, с фронтон отгоре и релеф, изобразяващ две жени от типа на Афродита, а пред и между тях има по-малка седнала женска фигура, която вероятно държи рипид и е обърната наляво. Видимите размери на надписа са 1,10 m X 0,49 m. Височина на писмото e 0,029 m, а разстоянието 0,02 m.
| „ | Τορπίλιος Λύκος Αίλία Εύτυχίδι τή ιδία συμβίω επιγνους ήθη και τρόπον εκ των ίδίω[ν] ν μνείας χάρι[ν] | “ |

Това е оброчен надпис, в който Торпилий Ликос споменава добрия характер и добродетели на съпругата си Елия Евтихиди и по този начин изразява своята съпружеска признателност и любов. Торпилий е свързан с римско семейство и вероятно с влиятелното в източните провинции семейство Торпилии.